# Пирс Морган
Пирс Стефан Пју Морган (енгл. Piers Stefan Pughe-Morgan; Рајгејт, 30. март 1965) британски је телевизијски водитељ, новинар, књижевник и медијска личност. Каријеру је започео 1988. у таблоиду The Sun. Године 1994, када је имао 29 година, Руперт Мердок га је прогласио главним уредником недељника News of the World. Тренутно ради као водитељ ток-шоу емисије Piers Morgan Uncensored, коју је првобитно емитовао TalkTV, док је тренутно приказује YouTube.

## Биографија
Рођен је 30. марта 1965. у енглеском граду Рајгејт. Одрастао је у католичкој породици. Отац му је преминуо када је он имао 11 месеци. Мајка му се потом удала за Глина Пјуа Моргана. Узео је очухово средње име њему у част.

## Дела
- Morgan, Piers; John Sachs (1991). Secret Lives. Blake. ISBN 0-905846-95-8.
- Morgan, Piers; John Sachs (1991). Private Lives of the Stars. Angus and Robertson. ISBN 0-207-16941-1.
- Morgan, Piers (1992). To Dream a Dream: Amazing Life of Phillip Schofield. Blake. ISBN 1-85782-006-1.
- Morgan, Piers (1993). "Take That": Our Story. Boxtree. ISBN 1-85283-839-6.
- Morgan, Piers (1994). "Take That": On the Road. Boxtree. ISBN 1-85283-396-3.
- Morgan, Piers (2004). Va Va Voom!: A Year with Arsenal 2003–04. Methuen. ISBN 0-413-77451-1.
- Morgan, Piers (2005). The Insider: The Private Diaries of a Scandalous Decade. Ebury Press. ISBN 0-09-190849-3.
- Morgan, Piers (2007). Don't You Know Who I Am?. Ebury Press.
- Morgan, Piers (2009). God Bless America: Misadventures of a Big Mouth Brit. Ebury Press. ISBN 978-0-09-191393-9.
- Morgan, Piers (2013). Shooting Straight: Guns, Gays, God, and George Clooney. Gallery Books. ISBN 978-1-4767-4505-3.
- Morgan, Piers (2020). Wake Up: Why the World Has Gone Nuts. Harper Collins. ISBN 978-0008392598.